# Dolánecký potok
Dolánecký potok je potok v okrese Louny v Ústeckém kraji v České republice. Je dlouhý 23,35 km. Pramení na úpatí Doupovských hor asi 1,3 km jihozápadně od obce Podbořanský Rohozec na hranici vojenského újezdu Hradiště. V pramenné oblasti vytváří drobný rybníček, který je pozůstatkem příkopu zaniklé tvrze Budiš, která je zapsaná na seznam kulturních památek ČR.
Teče převážně odlesněnou krajinou. U Podbořan vtéká do Žatecké pánve, ve které odděluje geomorfologické okrsky Pětipeskou kotlinu a Čeradickou plošinu. Protéká obcemi Podbořanský Rohozec, Nepomyšl a Podbořany a jejich místními částmi. Na východním okraji Kněžic se jako pravostranný přítok vlévá do Lesky v nadmořské výšce 240 m n. m. Jeho přítoky jsou zleva Rohozecký potok v Nepomyšli a zprava Podbořanská strouha (též Kyselý potok) v Podbořanech. V roce 2013 bylo revitalizováno v minulosti napřímené koryto potoka u Nepomyšle. Vybudováním 53 oblouků se délka upravované části koryta zvýšila z 1080 m na 1 197 m. Cílem opatření je zpomalení povodňové vlny nad Podbořany.
Plocha povodí Doláneckého potoka má rozlohu 68 km². Průměrný průtok u ústí je 0,26 m³/s. Velikost povodňových průtoků je na říčním kilometru 0,86 pod Oploty 4,9 m³/s pro jednoletou povodeň, 18,1 m³/s pro desetiletou a 40,5 m³/s pro stoletou povodeň. Správcem toku je státní podnik Povodí Ohře.